# Ringerův roztok

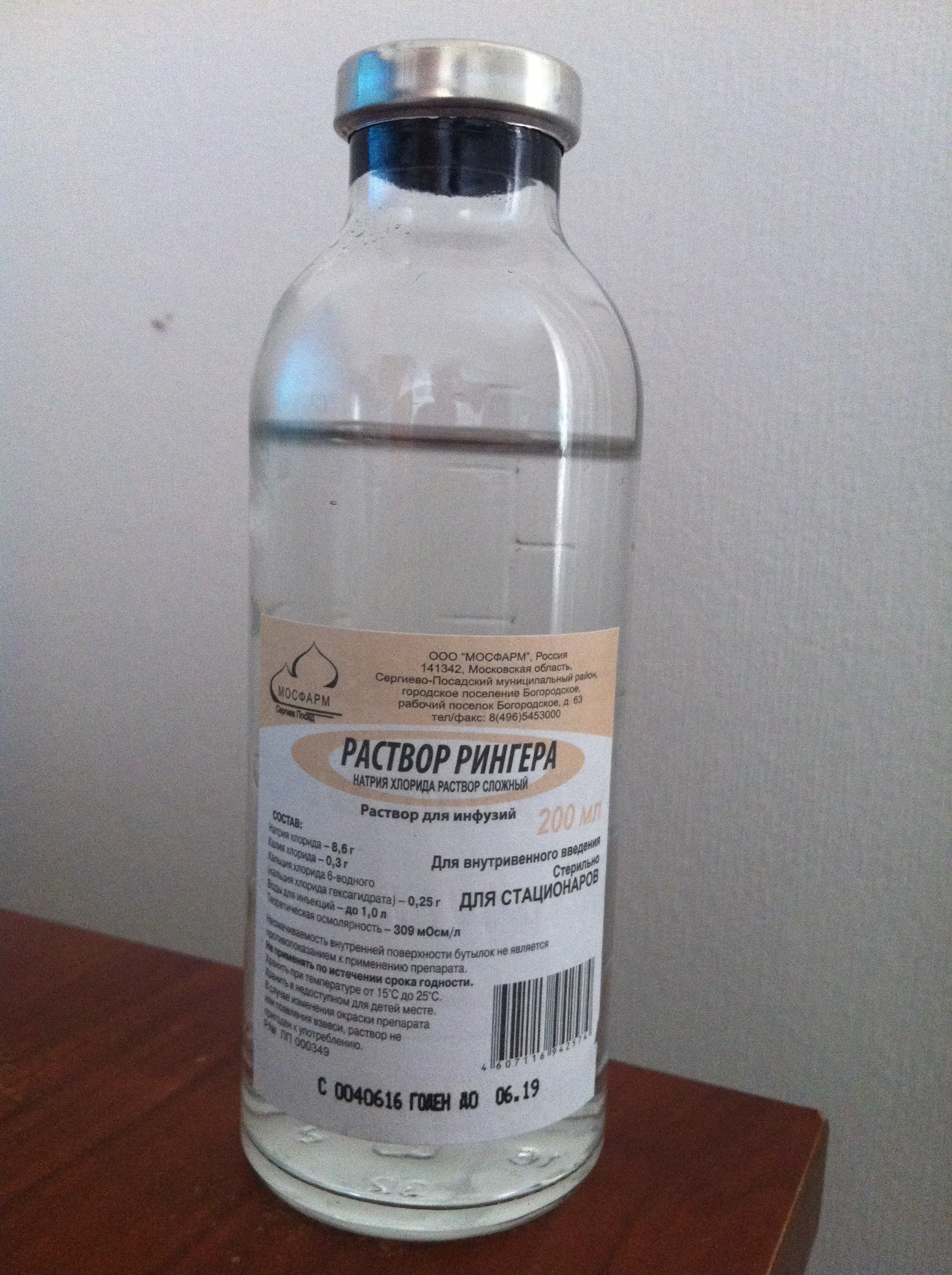
Ringerův roztok

Ringerův roztok, označován jako R1/1, je druhem izotonického fyziologického roztoku s obsahem sodných a chloridových iontů, který nahrazuje přirozené biologické prostředí. Oproti fyziologickému roztoku lépe simuluje složení krevní plazmy, čehož se dosahuje přídavkem draselných a vápenatých iontů. Nevýhodou Ringerova roztoku je absence pufru, je tedy podobně okyselující, jako fyziologický roztok a není považován za balancovaný roztok. Tento problém byl vyřešen ve 30. letech 20. století přidáním laktátu jakožto pufru a úpravou iontového složení, čímž vznikl Ringer-laktát, také znám jako Hartmannův roztok, který je tak prvním z balancovaných roztoků, které jsou vhodnější při doplňování většího množství tekutin.